# عملة جريكوا
عملة جريكوا أول عملة مجتمعية في جنوب أفريقيا قدمت من قبل جمعية لندن التبشيرية.

## تاريخ جريكواتاون
تقع جريكواتاون في مقاطعة كيب الشمالية في جنوب أفريقيا. تأسست المدينة، التي كانت تسمى سابقًا كلارواتر، في أبريل 1805 على يد المبشر ويليام أندرسون من جمعية لندن التبشيرية.
الجريكوا، وهي مجموعة مختلطة عرقيًا وثقافيًا، تنحدر أساسًا من الزواج المختلط والعلاقات بين شعب الخويخوي الأصلي والأمهات العبيد والمستعمرين الأوروبيين الذكور. أطلقوا على أنفسهم اسم الباستارد من بين آخرين.
استقرت مجموعة من الباستارد، الذين أقنعهم المبشرون، في كلارووتر. أثناء زيارته للمدينة في 7 أغسطس 1813، اعتقد جون كامبل، مدير جمعية لندن التبشيرية، أن اسم باستاردز مسيئ. واقترح كامبل أن يتبنوا اسم جريكوا، وهو تحريف لاسم أسلافهم شاريجوريكوا. خلال نفس الاجتماع غُير اسم كلارووتر إلى جريكواتاون.

## السياسة والتجارة
انتقل سكان جريكو الأوائل، الذين كانوا في الغالب من عائلات باستارد، حوالي عام 1780 من القسم الشمالي لمستعمرة كيب ليستقروا على طول نهر أورانج. شكلت عائلتا كوك وباريندز القويتان، واللتان تتمتعان بقاعدة كبيرة من الأتباع، نواة مجتمع جريكوا. على الرغم من أن عائلتي كوك وباريندز ربما كانتا تسيطران على شؤون الجريكوس الذين استقروا معهم، فقد تشكلت مجموعات مستقلة في المنطقة. درس جون ميلفيل، وهو وكيل تبشيري، هذه المجموعات ولاحظ أن إحدى المجموعات زادت من حوالي 3 إلى 4 عائلات جريكا إلى أكثر من 40 عائلة بين عامي 1817 و1823. واستقر المهاجرون أيضًا في المنطقة، وأنشأوا مطالبات بالنوافير والمقالي مع الاحتفاظ بالروابط مع قيادة جريكوا. كان الجريكواس تجارًا هائلين فهموا مفهوم المال، وعملوا كوسطاء بين المستعمرة والدول الشمالية. كانت التجارة الرسمية في المعارض التجارية التي نظمتها الحكومة الاستعمارية، في حين كانت التجارة غير القانونية مع المستعمرين أمرا شائعا.

## عملة جريكواتاون
أُدخلت عملة جريكو إلى جريكواتاون، جنوب أفريقيا حوالي عامي 1817-1818 من قِبل جمعية لندن التبشيرية. هذا أول إصدار معروف للعملة من قِبل المبشرين المسيحيين في جنوب أفريقيا. تعرف العملة المعدنية تُعرف باسم الرموز من قِبل جمعية لندن التبشيرية، سُكت بأربع فئات: 1/4 و1/2 بنس من النحاس، وɪɪɪɪɪɪ (5) و10 بنسات من الفضة. وفي اجتماع 7 أغسطس 1813، ناقش العديد من القضايا الأخرى، بما في ذلك سك العملة، حيث
كما تقرر أنه نظرًا لعدم وجود وسيلة تداول بينهم لشراء أي سلعة صغيرة، كالسكاكين والمقصات، وما إلى ذلك، فإذا ما افترضنا إنشاء متجر لهم- وهو ما كانوا حريصين عليه- فعليهم التقدم إلى جمعية التبشير للحصول على عملات فضية بقيمة مختلفة تُسك لهم في إنجلترا، يأخذها المبشرون كبدل لهم من الجمعية، مطبوعًا عليها اسم مدينة جريكا. ومن المرجح أنه إذا اعتمد هذا القرار في وقت قصير، ستنتشر هذه العملات بين جميع الدول، وتكون ميزة كبيرة.
أدت الظروف في كيب تاون إلى نقص حاد في العملات المتداولة في جريكواتاون والمناطق المحيطة بها. كانت تجارة جريكوا تكون بشكل رئيسي عن طريق المقايضة، الخرز، والريكسدولار. لا بد أن هذا الوضع دفع جون كامبل إلى اقتراح سك عملة لمنطقة جريكوا.

## شراء عملة جريكواتاون
في الاجتماع الأسبوعي لمديري جمعية لندن التبشيرية الذي عقد في 15 يناير 1816، كان
"اتفق على أن يشكل السادة التاليون لجنة للنظر في أفضل طريقة لتوفير عملة فضية لمدينة جريكوا وهم السادة كامبل، مستون، ستيفن، وباتمان".
بعد شهرين، في اجتماع للمديرين عقد في غرف اجتماعاتهم في يهودا القديمة في 22 أبريل 1816، كان
"حلت مسألة التصويت على إصدار عملة فضية بقيمة 100 جنيه إسترليني كوسيلة تداول في مدينة جريكوا والمناطق المجاورة لها في جنوب إفريقيا- على أن تحال هذه الأعمال إلى السيدين باتمان وماستون"
في 10 مايو 1816، في الاجتماع السنوي 22 (الذي يغطي الفترة 1815/1816) لجمعية لندن التبشيرية، أُفيد بأن
أُسست جمعيةٌ للبعثات المساعدة في جريكواتاون، ساهمَ مُشتركوها، الذين لا يملكون مالًا (لأنّ المالَ غيرُ معروفٍ تمامًا في ذلك الجزء من العالم)، بممتلكاتٍ ستُباعُ لصالح الجمعية.... ولحلِ مشكلةِ الناس (الذين أحرزوا الآن تقدمًا كبيرًا في الحضارة) بسبب افتقارهم إلى وسيلةٍ للتداول، يُجهِز لهم المديرون الآن عملات فضية رمزية.
في 15 يوليو 1816 كان
"حُلت مسألة تحويل 200 جنيه إسترليني من العملات المعدنية [المسكوكة] الرموز للاستخدام... كتضخم... إلى مدينة جريكا إلى رأس الرجاء الصالح بدلاً من 100 جنيه إسترليني فقط- كما طُلب سابقًا".
استبدلت كلمة العملات المعدنية بالرموز. لا بد أن التضخم المذكور كان قائمًا على الأداء الضعيف لعملة ريكسدولار في كيب تاون، حيث بلغ التضخم في بريطانيا-8.4%.
وفي اجتماع عقد في 21 أكتوبر 1816، سُجل أن
"صدر أمر بدفع الفواتير التالية... ويليام ويستال... عملات فضية بقيمة 191.12 جنيهًا إسترلينيًا"
يسجل محضر مجلس إدارة LMS Home أنه في الاجتماع الذي عقد في 23 ديسمبر 1816 كان
"حل أن يُعوض السيد بيتمان من قِبل هذه الجمعية عن الخسارة التي تكبدها نتيجة لسرقة كمية من الفضة من ابنه، مُقابل عملات معدنية حصل عليها السيد بيتمان مجانًا لاستخدام مستوطنة جريكوا تاون"
في المجلد التالي، سُجل أنه في اجتماع للمديرين في 27 يناير 1817 "صوت على مبلغ 49 جنيهًا إسترلينيًا للسيد باتمان في 23 ديسمبر الماضي كتعويض عن خسارته، بسبب سرقة ابنه من الفضة، مقابل الرموز، المطلوبة"
سجل التبرعات لجمعية لندن التبشيرية للفترة من مارس 1816 إلى مارس 1817 يذكر "نقدًا مقابل عملات جريكوا، لكل السيد لانجتون- 3.8 جنيه إسترليني" (كان ديفيد لانجتون السكرتير المساعد وأمين الصندوق لجمعية لندن التبشيرية خلال هذه الفترة). يعتقد أن هذه الرموز قد بيعت لهواة جمع التحف.
تُظهر لنا هذه الرواية أن مديري LMS شاركوا ووافقوا على شراء عملة جريكواتاون.

## الوصول إلى جنوب أفريقيا
في 21 يوليو 1817، أرسل PF Hammes و R. Beck (عملاء LMS في كيب تاون) رسالة إلى ديفيد لانجتون. فيما يلي مُقتطف من الرسالة:
"سيدي، لقد نقر باستلام رسالتكم المؤرخة في 20 مارس الماضي، ويشرفنا أن نعود للرد، نؤكد أننا تلقينا العلبتين اللتين تحتويان على عملات فضية صغيرة وقطع نحاسية بحالة جيدة، سنتصرف وفقًا لنية ورغبة الجمعية".
هذا هو السجل الوحيد المعروف الذي ذكر فيه رموز النحاس.
في زيارته الثانية لجنوب أفريقيا، زار جون كامبل محطة بعثة جريكوا مرة أخرى، وسجل في مذكراته بتاريخ 8 أغسطس 1820:
"اعتقدلاندروس (Andries Stockenstroom) أنه من المهم إنشاء اتصال منتظم بين جريكواتاون و غراف رينيه؛ كما نصح بالتقدم بطلب إلى الحكومة للحصول على موافقة على تمرير أموال جريكوا في مقاطعتي غراف رينيه و بوفورت".
(المنطقتان جزءًا من مستعمرة كيب، في حين لم تكن جريكواتاون جزءًا منها)
بعد بضعة أيام، في 12 أغسطس، كتب كامبل:
تحدثنا أيضًا عن العملة. قالوا إنه إذا أُقرّت في المستعمرة، فسيقبلها الجريكويون بسهولة. وعدتُ بالتقدم بطلب إلى الحاكم للموافقة على إقرارها في مقاطعتي غراف-رينيه وبوفورت.

## الإصدار
كتب هاينريش هيلم، المبشر المقيم في جريكواتاون، في رسالة مؤرخة 21 يونيو 1821 إلى ممثل جمعية لندن التبشيرية في جنوب أفريقيا، الدكتور جون فيليب:
لا يزال الجزء الأكبر من أموال جريكوا ملكًا لجمعيتنا، سلّمها لي الأخ أندرسون عند مغادرته. ولأن السيد كامبل رأى أن الأخ أندرسون قد تخلص من القطع الفضية بسعر زهيد للغاية، طلبت منه أن يُطلعني على القيمة الحقيقية لكل قطعة من كل نوع، ووعدني بذلك، لكنني لم أتلقَّ أي رد حتى الآن، ولذلك لا تزال في حوزتي. سأكون سعيدًا لو تفضلتم، سيدي العزيز، بإبلاغي بما سأفعله بها.
هذا هو السجل الوحيد للعملات المعدنية التي صدرت. ولم يتضح بعد كيف يُحدد المعدل. إن مسألة ما إذا كانت هذه العملة المعدنية قد تداولت على الإطلاق هي أيضًا موضوع العديد من المناقشات النقدية . لم يُعثر على أي سجل لحساب يستخدم عملة جريكوا على الإطلاق.
عملة جريكوا هي أول عملة مستقلة في جنوب أفريقيا وتشكل جزءًا مهمًا من تاريخ العملات في جنوب أفريقيا.

## التخلص من الرموز
أفاد التقرير الأربعون لجمعية لندن التبشيرية، المؤرخ في مايو 1834 الذي يغطي فترة 12 شهرًا السابقة، أن الجمعية تلقت 98-6-4 جنيهًا إسترلينيًا من جمعية جريكواتاون المساعدة مقابل العملات المعدنية المباعة. يُشكل هذا المبلغ ما يقل قليلاً عن نصف المبلغ البالغ 200 جنيه إسترليني الذي وافق عليه في البداية لإنتاج العملات المعدنية.

## ملخص مبني على وثائق معاصرة
1) نُقش قضية عملة جريكو لأول مرة في أغسطس 1813 بين القس جون كامبل وعائلة جريكو في كلارووتر (جريكو تاون). الفكرة الأولية هي إصدار العملة المعدنية للمبشرين كجزء من مخصصاتهم. ثم يوزع المبشرون العملات المعدنية على الجريكاس مقابل دفع ثمن الأشياء الصغيرة.
2) في يناير 1816، أسست لجنة سك العملات جريكوا في مقر LMS في لندن.
3) في أبريل 1816، قررت اللجنة التصويت على تخصيص 100 جنيه إسترليني للعملة التي ستُستخدم كوسيلة تداول في مدينة جريكوا. وفي 15 يوليو 1816، أُلغي هذا القرار وزاد المبلغ إلى 200 جنيه إسترليني.
4) في أكتوبر 1816، صدر أمر بدفع فاتورة LMS المتعلقة بالعملة المعدنية بمبلغ 191.12 جنيهًا إسترلينيًا
5) يُشير سجل التبرعات في جمعية لندن للتاريخ الطبيعي للفترة من مارس 1816 إلى مارس 1817 إلى أنه شُريت عملة جريكوا بقيمة 3 جنيهات و8 شلنات من الجمعية قِبل شحن الجزء الأكبر منها إلى جنوب أفريقيا.
6) في يوليو 1817، أكد وكيل LMS في كيب تاون وصول العملات النحاسية والفضية إلى جنوب أفريقيا.
7) في أغسطس 1820، أشار القس جون كامبل أنه سيتقدم بطلب إلى حكومة كيب للموافقة على نقل أموال جريكوا إلى مستعمرة كيب. ويشير إلى أنه إذا سُمح بذلك، فإن الجريكواس سوف يأخذون العملات المعدنية بكل سرور.
8) في يونيو 1821، ورد أن الجزء الأعظم من أموال غريكو كان لا يزال في حوزة محطة البعثة في جريكواتاون وأن الجزء الأصغر من العملات الفضية تصرف فيه لصالح جريكواس بالسعر الخطأ.
9) بين مايو 1833 وأبريل 1834، بيعت أموال جريكو بقيمة تقترب من 100 جنيه إسترليني من قِبل جمعية جريكو تاون المساعدة وتبرع بالأموال لجمعية لندن التبشيرية.

## الفئات
ربع بنس النحاسي: الوجه: حمامة تطير وفي منقارها غصن زيتون. الوجه الآخر: ¼ مع نقش GRIQUA (أعلى) TOWN (أسفل ومقلوبًا). متوسط القطر: 20.76 ملم. متوسط السُمك: ١٫٣٣ ملم. متوسط الكتلة: 3.63 غرام. الحافة: مقصوصة بشكل عمودي تقريبًا.
نصف بنس نحاسي: الوجه: حمامة تطير بغصن زيتون في منقارها. الوجه الآخر: ½ مع نقش GRIQUA (أعلى) TOWN (أسفل ومقلوبًا). متوسط القطر: 24.86 ملم. متوسط السُمك: ١٫٤٦ ملم. متوسط الكتلة: 6.20 غرام. الحافة: مقصوصة بشكل عمودي تقريبًا.
العملة الفضية فئة خمسة بنسات الوجه: حمامة تطير وفي منقارها غصن زيتون. الوجه الآخر: IIIIII بين سطرين أعلاه وأسفل مع نقش GRIQUA (أعلى) TOWN (أسفل ومقلوبًا). متوسط القطر: 20.96 ملم. متوسط السُمك: 0.66 ملم. متوسط الكتلة: 2.37 غرام. الحافة: مائلة بشكل غير مباشر.
العملة الفضية فئة عشرة بنسات الوجه: حمامة تطير وفي منقارها غصن زيتون. الوجه الآخر: 10 بين سطرين أعلاه وأسفل مع نقش GRIQUA (فوق) TOWN (أسفل ومقلوبًا). متوسط القطر: 25.90 ملم. متوسط السُمك: 1,06 ملم. متوسط الكتلة: 4.90 غرام. الحافة: مائلة بشكل غير مباشر
ذكر هيرن عددًا من القطع النمطية، على سبيل المثال، قطعة نقدية من فئة خمسة وعشرة "بنسات" مضروبة في النحاس، وقطعة نقدية من فئة نصف "بنس" مضروبة في الرصاص بالإضافة إلى النحاس المذهب.

## روابط خارجية
- دار سك العملة في جنوب أفريقيا